# Szene (Film)
Eine Szene (in der deutschen Filmproduktion oft auch als Bild bezeichnet) ist Teil eines Films, ebenso wie Akt, Sequenz und Einstellung.
Während die Begriffe Einstellung und Sequenz sich auf eine Kontinuität der Beobachtung beziehen, die durch die Handhabung der Kamera bzw. durch die Montage entsteht, bezieht sich der Begriff Szene auf die Kontinuität der beobachteten Handlung – auf einen Zusammenhang von Zeit, Ort und Figuren, der manchmal eher aus dem Drehbuch als aus dem fertigen Film ersichtlich wird oder erst im Kopf des Zuschauers entsteht, der versucht, eine Handlungslogik zu erkennen.
Zum Beispiel sind Teile einer Filmhandlung, die am gleichen Drehort (aber zu verschiedenen Zeiten) spielen, verschiedene Szenen. Parallel ablaufende Handlungen an verschiedenen Orten sind verschiedene Szenen, selbst wenn sie z. B. durch Telefongespräche miteinander verbunden sind.
Eine Szene besteht aus mindestens einer Kameraeinstellung. Die übergeordnete Einheit ist die Sequenz. Diese besteht aus mindestens einer Szene und verknüpft diese oder mehrere Szenen zu einer logischen Handlungseinheit, wie z. B. die Sequenz einer Verfolgungsjagd. Einen besonderen Fall bildet die Montagesequenz: hierbei werden mehrere Szenen, die jeweils oft nur aus einer einzigen Kameraeinstellung bestehen, in schneller Abfolge hintereinander geschnitten. Auf Sonderfälle wie die Traumsequenzen lässt sich eine konventionelle Szeneneinteilung nicht immer schlüssig anwenden. Die Einheit der Szene, die im Theater zumeist vorausgesetzt ist, kann durch die Montage im Film kompliziert wirken, ergibt aus Produktionssicht aber Sinn.
Im Unterschied zum Theater hat die Gliederung eines Films in Akte mehr eine technische als eine inhaltliche Bedeutung und ist im Zeitalter der Digitalisierung nur noch historisch. Die Szene wird dadurch zur wichtigsten Handlungseinheit des Films; im Bühnen-Drama war es dagegen der Akt.
Die Einteilung eines Films in Szenen wird bereits im Stadium des Treatments eines Drehbuchs vorgenommen. Die Unterteilung einer Szene in Einstellungen entsteht im Zuge der szenischen Auflösung. Sie wird in einem Floorplan, in einer Shotlist und (besonders bei Trick- oder Action-Szenen) in einem Storyboard festgehalten.

## Arten von Szenen
Die Fachliteratur unterscheidet zwei Arten von Szenen: handlungszentrierte Szenen und personenzentrierte Szenen.
Handlungszentrierte Szenen legen den Schwerpunkt auf die Beantwortung der Frage „Wie handeln die gezeigten Personen?“. In personenzentrierten Szenen wird die Aufmerksamkeit des Zuschauers auf die handelnden Personen, deren Gedanken, Beweggründe und Emotionen gelenkt und weniger auf die eigentliche Handlung der Geschichte (siehe auch: Antextbild).
Es gibt unter Dramaturgen die Idee, als weitere Szenenart die Themazentrierte Szene zu unterscheiden. Die Bedeutung solcher Szenen für das Gesamtwerk liegt hier mehr auf die Darstellung des Themas, als auf das Voranbringen der Handlung oder der Entfaltung der Charaktere. Allerdings wurde diese Idee noch nicht hinreichend untersucht.